# Jaffrey Airfield Silver Ranch

i7
i11
i13
Jaffrey Airfield Silver Ranch (FAA-Identifier AFN) ist ein Flugplatz in Jaffrey im Cheshire County von New Hampshire, einem der Neuenglandstaaten der USA. Er befindet sich in Privatbesitz und steht der Allgemeinen Luftfahrt offen.

## Übersicht
Im New Hampshire State Airport System Plan wurde Hampton Airfield als Lokalflugplatz eingeordnet, der von den meisten ein- und zweimotorigen Propellerflugzeugen benutzt werden kann. Auf dem Platz selbst waren mit Stand vom März 2023 insgesamt 20 solcher Flugzeuge sowie ein Helikopter stationiert.

## Lage
Der Flugplatz liegt in der Monadnock-Region im südwestlichen New Hampshire etwa 1,9 Kilometer südöstlich des Zentrums von Jaffrey in 317 Metern Höhe auf 42-48-18.483 Nord und 72-00-10.8790 West und nimmt eine Fläche von 32 Hektar ein. Der Flugplatz ist von der New Hampshire Route NH-124 aus zu erreichen, durch Jaffrey verläuft die US-202.

## Anlage
Die Bahn 16/34 ist 909 Meter lang und 41 Meter breit. Sie ist teils asphaltiert, teils aus Gras und beleuchtet. Es gibt keine weiteren Navigationshilfen, der Anflug erfolgt aus allen Richtungen visuell. Eine parallele Rollbahn verläuft über einen Teil der Länge der Landebahn. Abstellmöglichkeiten bestehen auf dem Vorfeld sowie in Hangars. Es gibt eingeschränkte Wartungsmöglichkeiten für Zellen, Triebwerke und Instrumente sowie AvGas.

## Flugbewegungen
Zum Zeitpunkt der Erfassung (2021) entfielen 2500 Flugbewegungen auf Zwischenaufenthalte und 1000 weitere auf lokale Flüge. Dazu kamen 450 Lufttaxieinsätze sowie 100 Militärflüge. In einem Zeitraum von zwölf Monaten wurden insgesamt 4050 Flugbewegungen erfasst (Stand März 2023). Ein nennenswerter Anteil dieser Bewegungen entsteht durch das ansässige Charterunternehmen sowie Privatflüge aus Massachusetts.